# Abiko, Chiba
Abiko (tiếng Nhật: 我孫子市, đọc là A-bi-khô) là một thành phố thuộc tỉnh Chiba của Nhật Bản.

Tính đến tháng 4 năm 2012, thành phố có dân số ước tính là 132.999 và mật độ dân số là 3080 người / km2. Tổng diện tích là 43,19 km 2.

## Địa Lý
Abiko nằm ở góc phía tây bắc của tỉnh Chiba, giáp với sông Tone ở phía bắc.
Các đô thị lân cận
- Tỉnh Chiba
  - Inzai
  - Kashiwa
- Tỉnh Ibaraki
  - Toride
  - Tone

## Lịch sử
Khu vực xung quanh Abiko đã có người ở kể từ thời đồ đá cổ của Nhật Bản, và các nhà khảo cổ đã tìm thấy các công cụ bằng đá có từ 30.000 năm trước. Trong thời kỳ Edo, Abiko là một cảng sông trên sông Tone và một trạm bưu điện trên Mito Kaidō, một đường cao tốc nối Edo với Mito. Sau khi Minh Trị phục hồi, Thị trấn Abiko được thành lập ở quận Minamisoma, tỉnh Chiba vào ngày 1 tháng 4 năm 1889, cùng với thị trấn Fusa và làng Kohoku. Abiko được chuyển đến quận Higashikatsushika vào năm 1897. Vào ngày 1 tháng 11 năm 1954, nó sáp nhập làng Tomise lân cận từ cùng một quận. Vào ngày 29 tháng 4 năm 1955, Abiko sáp nhập Fusa Town và Kohoku Village. Abiko đạt được trạng thái thành phố vào ngày 1 tháng 7 năm 1970. Năm 2003, một đề xuất sáp nhập Abiko với thành phố lân cận Kashiwa và thị trấn Shōnan đã bị đánh bại bởi một cuộc trưng cầu dân ý. Các bộ phận của thành phố đã bị hư hại do hóa lỏng đất do trận động đất và sóng thần Tōhoku 2011.

## Kinh tế
Abiko là một trung tâm thương mại khu vực và một cộng đồng phòng ngủ cho tỉnh Chiba và Tokyo gần đó.

## Giáo dục

### Các trường đại học
- Đại học Chuo Gakuin
- Đại học Kawamura Gakuen

## Giao thông vận tải

### Đường sắt
- Công ty đường sắt Đông Nhật Bản (JR East) - Tuyến Jōban
  - Abiko - Tennōdai
- Công ty đường sắt Đông Nhật Bản (JR East) - Tuyến Narita
  - Abiko - Higashi-Abiko - Kohoku - Araki - Fusa

### Đường cao tốc
- Đường cao tốc Jōban
- Quốc lộ Nhật Bản 6
- Quốc lộ Nhật Bản 294
- Quốc lộ Nhật Bản 356

## Điểm ưa thích
- Công viên Akebonoyama
- Bảo tàng chim thành phố Abiko
- Thư viện thành phố Abiko
- Viện nghiên cứu sinh vật học Yamashina

## Những người đáng chú ý
- Isao Aoki - tay golf chuyên nghiệp
- Makoto Kaneko - cầu thủ bóng chày chuyên nghiệp
- Tay golf chuyên nghiệp của Hajime Meshiai
- Tay golf chuyên nghiệp Seiji Ebihara
- Asuka Tono - nhạc sĩ Takarazuka
- Morinosuke Chiwaki - người sáng lập Hiệp hội Nha khoa Nhật Bản